# Modernizmus
A modernizmus azon 19. század végi és 20. századi újító művészeti és filozófiai irányzatok összefoglaló gyűjtőneve, amelyek a nyugati társadalom széles körű és messzemenő átalakulására adott válaszként születtek. A modernizmus felöleli azok munkásságát és alkotásait, akik úgy vélték, hogy a művészet, az építészet, az irodalom, a vallási hit, a filozófia, a társadalmi szervezet hagyományos formái felett eljárt az idő, a megváltozott világban már képtelenek betölteni hivatásukat, így megújhodásra szorulnak.

## Művészettörténet
A művészettörténetben a modernizmushoz szokás sorolni:

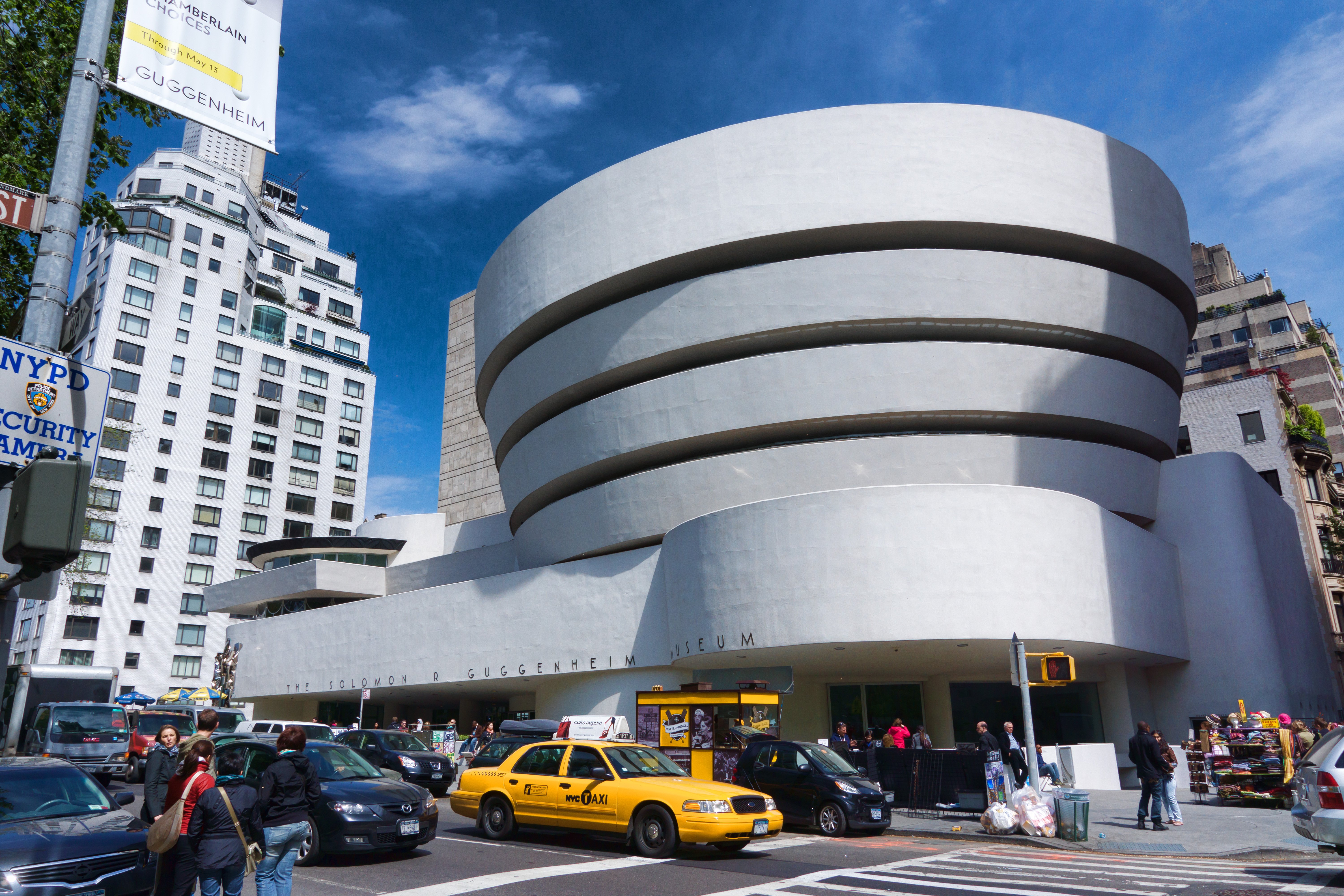
Frank Lloyd Wright: a New York-i Solomon R. Guggenheim Múzeum

- absztrakt művészet
- absztrakt expresszionizmus
- avantgárd
- dadaizmus
- expresszionizmus
- fauvizmus
- futurizmus
- kubizmus
- posztimpresszionizmus
- primitivizmus (wd)
- szecesszió
- szimbolizmus
- szürrealizmus

## Alkalmazott művészetek
A modern törekvések megjelentek az építészetben, iparművészetben, a bútor-, ruha-, ékszer-, könyv- és plakáttervezés területén is. A korszak ismert és elismert magyar grafikusai voltak például Bortnyik Sándor, Berény Róbert, Kassák Lajos. 

### Építészet
Az építészetben a modernizmus születését Otto Wagner Moderne Architektur című munkájának 1896-os megjelenéséhez szokás kapcsolni.
Az 1920-1930-as évek európai funkcionalizmusa, a konstruktivizmus és a szovjet racionalizmus, a németországi Bauhaus, az építészeti art déco stílus, a brutalizmus, a japán metabolizmus és az organikus építészet mind az építészeti modernizmus egy-egy ágát képezik.

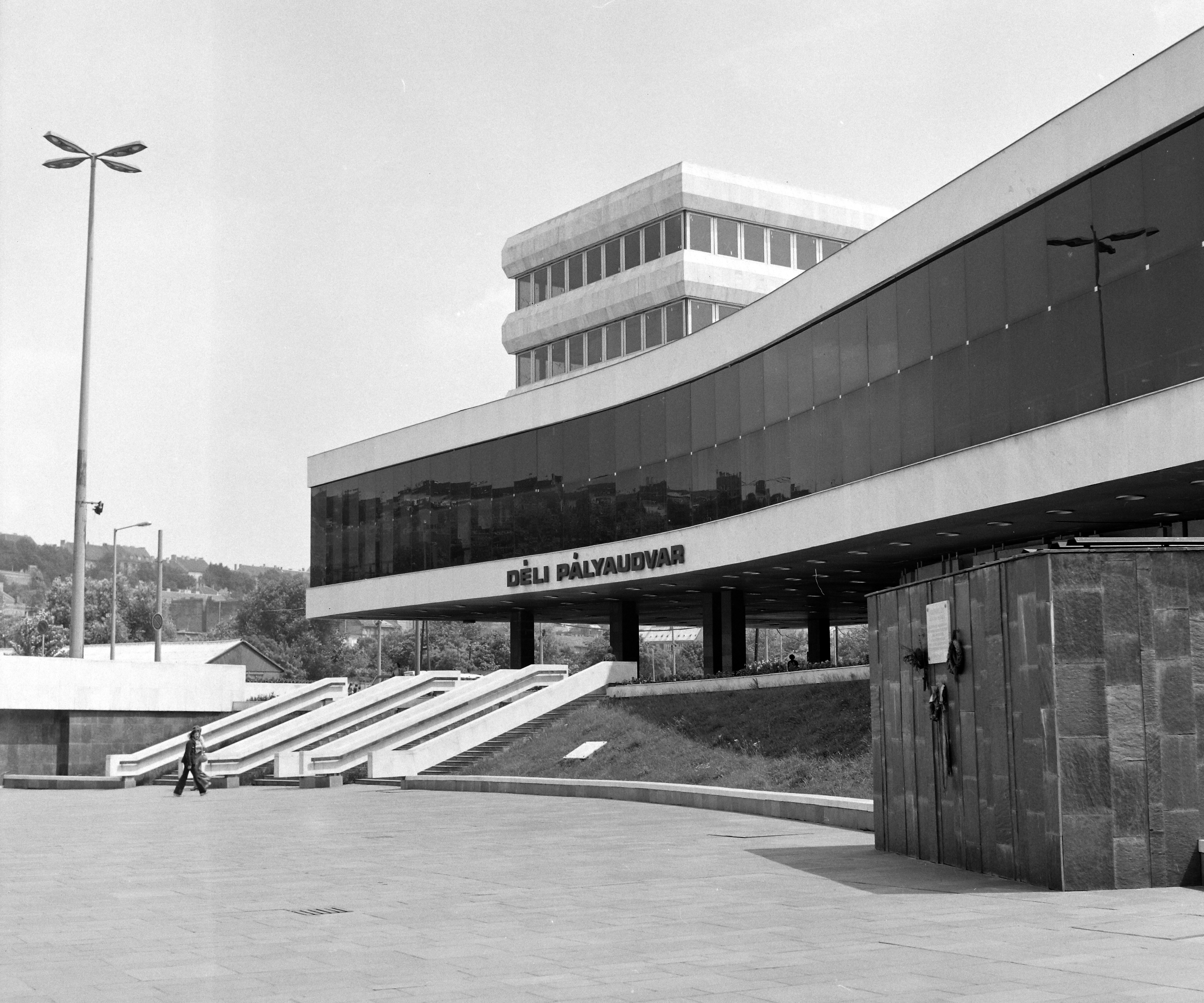
Kővári György: Déli pályaudvar (Budapest)

Az építészeti modernizmus néhány fontosabb nemzetközi képviselője: Otto Wagner, Frank Lloyd Wright, Walter Gropius, Richard Neutra, Ludwig Mies van der Rohe, Le Corbusier, Alvar Aalto, Oscar Niemeyer, Tange Kenzó. Magyarországon mások mellett Árkay Bertalan, Borbiró Virgil, Kővári György, Molnár Farkas képviselték a modernizmust.

## Vallás
A liberalizmus és a tudomány hatására a keresztény tanítást sokan a modern tudás figyelembevételével értelmezték.
A katolikus modernizmus a hagyományos tanítás újraértelmezésére törekedett, az egyházi tanítást a modern kultúrával igyekezett összeegyeztetni, az egyházat pedig megreformálni. 

## Fordítás
- Ez a szócikk részben vagy egészben  a(z)   Модернизм című orosz Wikipédia-szócikk fordításán alapul.  Az eredeti cikk szerkesztőit annak laptörténete sorolja fel. Ez a jelzés csupán a megfogalmazás eredetét és a szerzői jogokat jelzi, nem szolgál a cikkben szereplő információk forrásmegjelöléseként.